# Province de Gualberto Villarroel
Pour les articles homonymes, voir Villarroel.
Gualberto Villarroel est une province dans le département de La Paz, en Bolivie.